# Eva Gherardi
Eva Swahili Gherardi (Reggio Emilia, 27 febbraio 2003) è una ginnasta italiana.

## Carriera

### Junior
Nel 2016 partecipa alla Serie A con la sua società, l'Armonia d'Abruzzo di Chieti, vincendo il bronzo dietro alla società San Giorgio '79 di Desio e alla Faber Ginnastica Fabriano.
Nel 2017 diventa Campionessa Nazionale della categoria Junior 2. Partecipa alla Tart Cup di Brno, dove si qualifica per la finale alla palla con il terzo punteggio. Partecipa ancora alla Serie A, questa volta vincendo il bronzo dietro alla Faber Ginnastica Fabriano di Fabriano e alla AS Udinese di Udine. Partecipa alla Winter Cup di Mosca, classificandosi sesta nell'all-around.
Nel 2018 partecipa alla qualificazione per i III Giochi Olimpici Giovanili Estivi, classificandosi decima. Diventa anche la vicecampionessa italiana nella categoria Junior 3, arrivando quindi seconda dietro a Nina Corradini e davanti a Talisa Torretti, la favorita. Partecipa al Luxembourg Trophy, arrivando seconda alla palla e quarta alle clavette. Partecipa ai Campionati europei di Guadalajara, arrivando sesta alla palla e quarta nella gara a team (con la squadra senior, Sofia Raffaeli, Talisa Torretti e Annapaola Cantatore). Alla Serie A vince il bronzo dietro alla Faber Ginnastica Fabriano e alla AS Udinese.

### Senior
Nel 2019 alla Serie A arriva seconda dietro alla Faber Ginnastica Fabriano e davanti alla AS Udinese. Partecipa al Torneo Internazionale di Corbeil-Esssonnes, arrivando quinta nell'all-around, quarta al cerchio, settima alla palla e quinta alle clavette. Ai Campionati Assoluti arriva sesta nell'all-around (dietro a Alexandra Agiurgiuculese, Milena Baldassarri, Alessia Russo, Nina Corradini e Talisa Torretti), quarta alla palla e sesta al nastro.
Nel 2020 partecipa agli assoluti di Folgaria qualificandosi sesta nel concorso generale ed ottenendo la quarta posizione con nastro e clavette nella gara di specialità.